# Princesa en escena
Princesa en escena (título original en inglés, The Princess Diaries Volume II: Princess in the Spotlight) es el segundo libro de la serie literaria El Diario de la Princesa, escrito por la escritora estadounidense Meg Cabot en 2001.

## Argumento
En esta novela, Mia debe aprender a lidiar con la vida pública, comenzando con una entrevista en la televisión durante el horario central.  
Durante la entrevista, dice varias cosas que la ponen en ridículo, como que su madre está embarazada del bebé de su profesor de álgebara, el Sr. Gianini. Revelado el embarazo, Grandmère organiza para que la Royal Genovian Event Planner sea llevada a Nueva York desde Genovia para planificar una boda elaborada y elitista. Mia tiene que lidiar con la atención no deseada provocada por la entrevista, junto con el conocimiento de que un admirador secreto le ha estado enviando correos electrónicos. 
El día de la boda, Mia descubre que su madre y el Sr. Gianini se escaparon a México con la ayuda de su padre. Mia se las arregla para escaparse de la extravagancia de la boda con su vestido de dama de honor para asistir a la proyección de Halloween de The Rocky Horror Picture Show con sus amigos, donde descubre que su admirador secreto es su compañero de biología Kenny Showalter. Mia está decepcionada, ya que esperaba que fuera Michael, su propio enamorado y el hermano mayor de Lilly, su mejor amiga.   